# Brita Hiort af Ornäs
Brita Hiort af Ornäs, född 23 september 1909 i Helsingfors i Finland, död 27 mars 2008 i Adolf Fredriks församling i Stockholm, var en finlandssvensk journalist och översättare. 
Hiort af Ornäs var dotter till järnvägstjänstemannen Johan Gustaf Hiort af Ornäs och Martha Kommonen. Efter studentexamen 1928 följde akademiska studier i Helsingfors där hon blev filosofie kandidat 1935. Hon var redaktionssekreterare vid tidskriften Svensk ungdom 1930–1933, medarbetare i Svenska Pressen och Hufvudstadsbladet 1935–1944, redaktionssekreterare vid tidskriften Finlands Röda Kors 1943–1944, tjänsteman vid Ömsesidiga försäkringsbolaget Svensk-Finland 1935–1937 och reklamassistent hos Stockmann AB 1937–1944. År 1943 utkom Hiort af Ornäs med barnboken Lill-Olle och harpalten, med illustrationer av Tove Jansson.
Efter att hon bosatt sig i Sverige var hon journalist hos Åhlén & Åkerlund 1944–1959, Stockholms-Tidningen 1962–1963 och medarbetare i tidningen Vi 1956–1966. Hiort af Ornäs var modekonsult för Oscaria 1959–1966 samt verkade vid Psykotekniska institutet på Stockholms universitet 1958–1962 och från 1964. Hon gjorde översättningar från danska, finska, engelska och tyska.
Brita Hiort af Ornäs blev mor till tre döttrar: Magdalena (född 1941), gift med Måns Lönnroth, Petra (född 1942) och Mette (född 1945). Hon avled ogift 98 år gammal och är begravd i minneslunden på Leksbergs kyrkogård i Mariestads kommun. Hon var syster till möbelformgivaren Carl-Gustaf Hiort af Ornäs.